# Torgny Rydahl
Karl Torgny Urban Pauli Rydahl, född 30 december 1925 i Lund, död 1 september 2011 i Hästveda, var en svensk målare och tecknare.
Han var son till fabrikören Alfed Rydahl och Paula Hedwig Richter. Rydahl studerade under två perioder för Anders Olson i Malmö och under studieresor till Schweiz, Frankrike, Tyskland och Österrike. Separat ställde han bland annat ut på Idoffcentrum i Malmö och i Trelleborg, Helsingborg, Kristianstad och Hässleholm. Hans konst består av figurkompositioner med en religiös karaktär och landskap utförda i olja, pastell, akvarell eller kolteckningar.    